# Œnanthe fistuleuse
Espèce
Classification APG III (2009)
L'Œnanthe fistuleuse (Oenanthe fistulosa L.) est une espèce de plantes à fleurs de la famille des Apiacées. C'est une plante herbacée vivace ou bisannuelle que l'on peut rencontrer dans les prairies longuement inondables et les roselières. Son aire de répartition est eurasiatique. Elle est en régression du fait de la diminution des surfaces en zone humide ou leur dégradation. Comme toutes les espèces du genre, elle est toxique par ingestion.

## Description
Taille : 0,3 à 1 m.
Plante glabre, d'un vert glauque, émettant des stolons aériens blanchâtres à l'aisselle des feuilles caulinaires inférieures.
Tiges et pétioles élargis et fistuleux (creux).
Feuilles à contour général allongé, 1-2-(3) fois divisées, à derniers segments peu nombreux, assez courts et étroits. Feuilles basales rapidement flétries.
Ombelles à rayons très peu nombreux (ombelle terminale : 2-4 rayons, les latérales à 3-7), à bractées absentes ou réduites.
Ombellules très denses, à 7-16 bractéoles, à rayons très élargis à maturité et formant alors des boules de fruits continus.
Fleurs blanches ou rosées, les centrales bisexuées et fertiles, les externes mâles et rayonnantes, apparaissant de juin à septembre.
Fruits surmontés des styles dressés, raides et allongés, munis de cavités remplies d'air (adaptation à l'hydrochorie).
Racines munies de tubercules fusiformes, colonisées par des mycorhizes jouant un rôle  dans l'absorption des éléments nutritifs et constituant une adaptation aux changements rapides de régime hydrologique.

## Galerie de photos

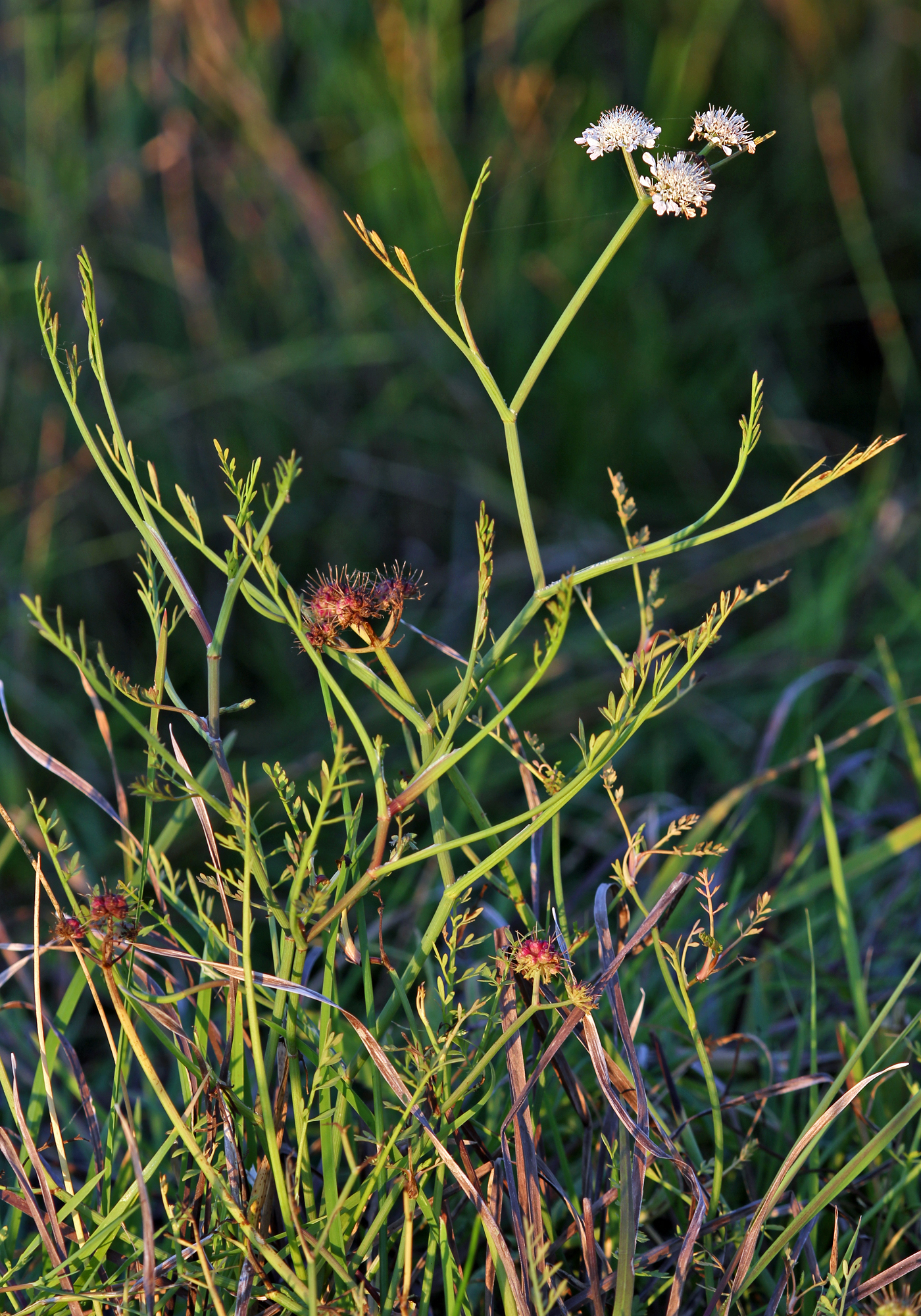
Plante entière.
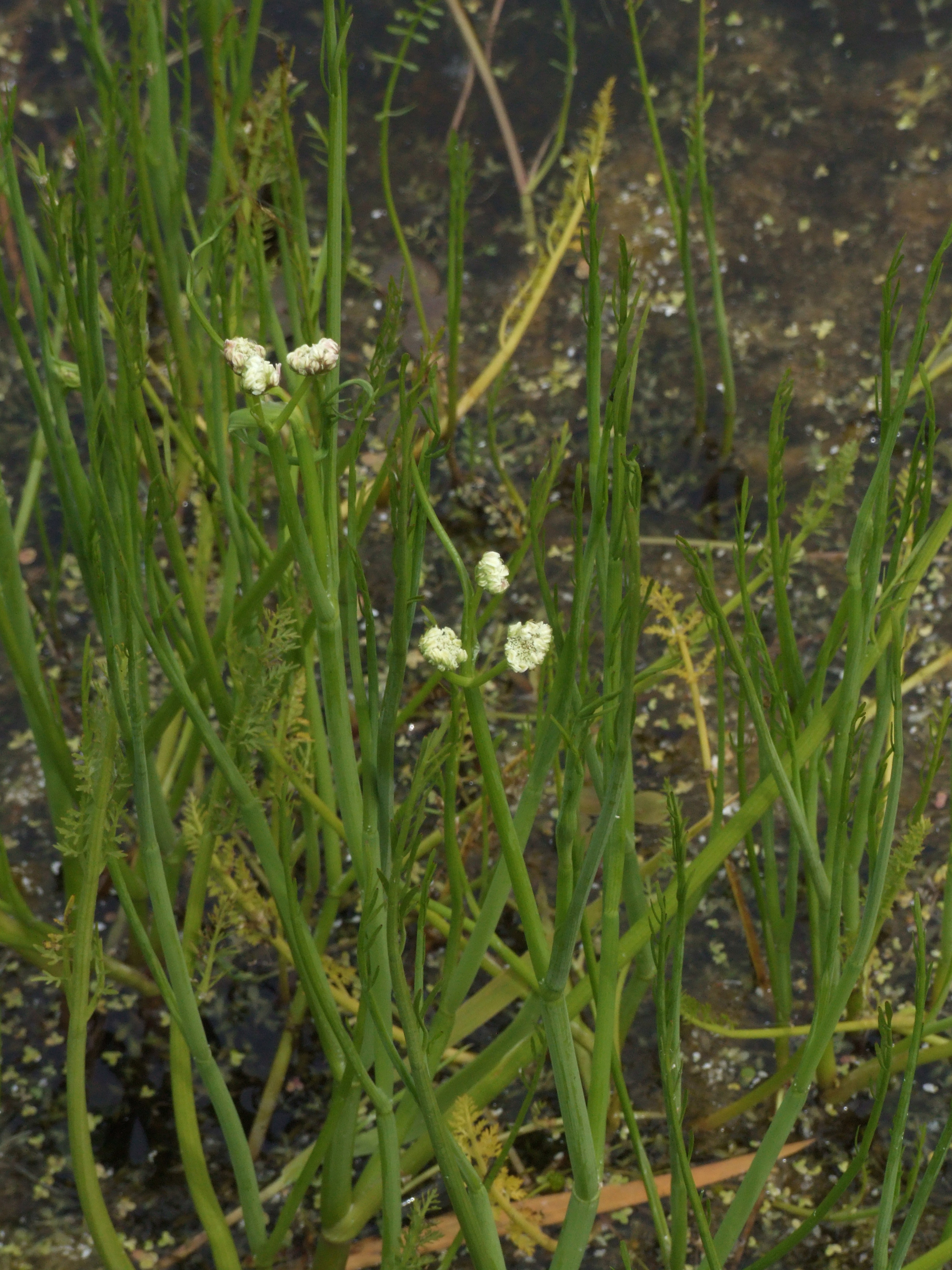
Plante entière dans une mare.
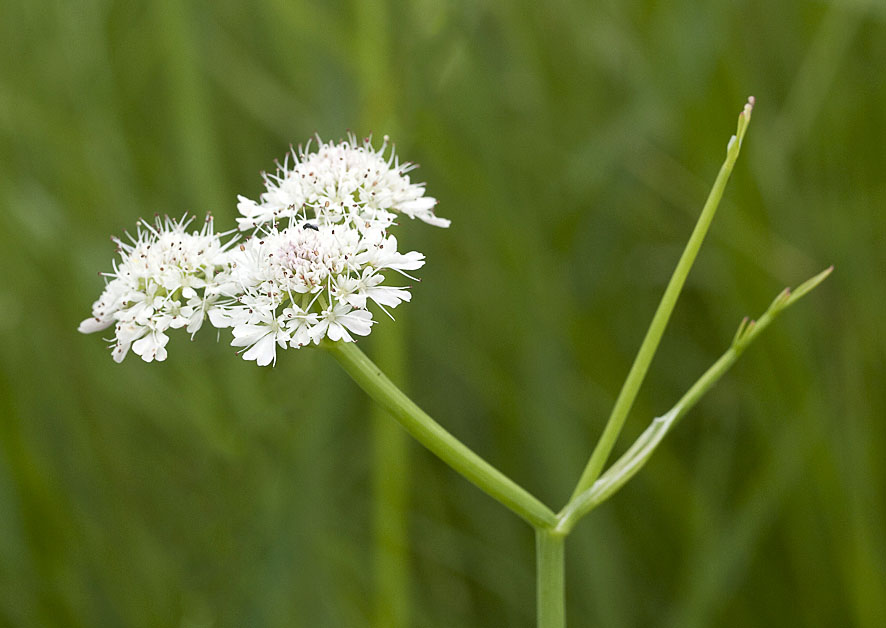
Inflorescence.
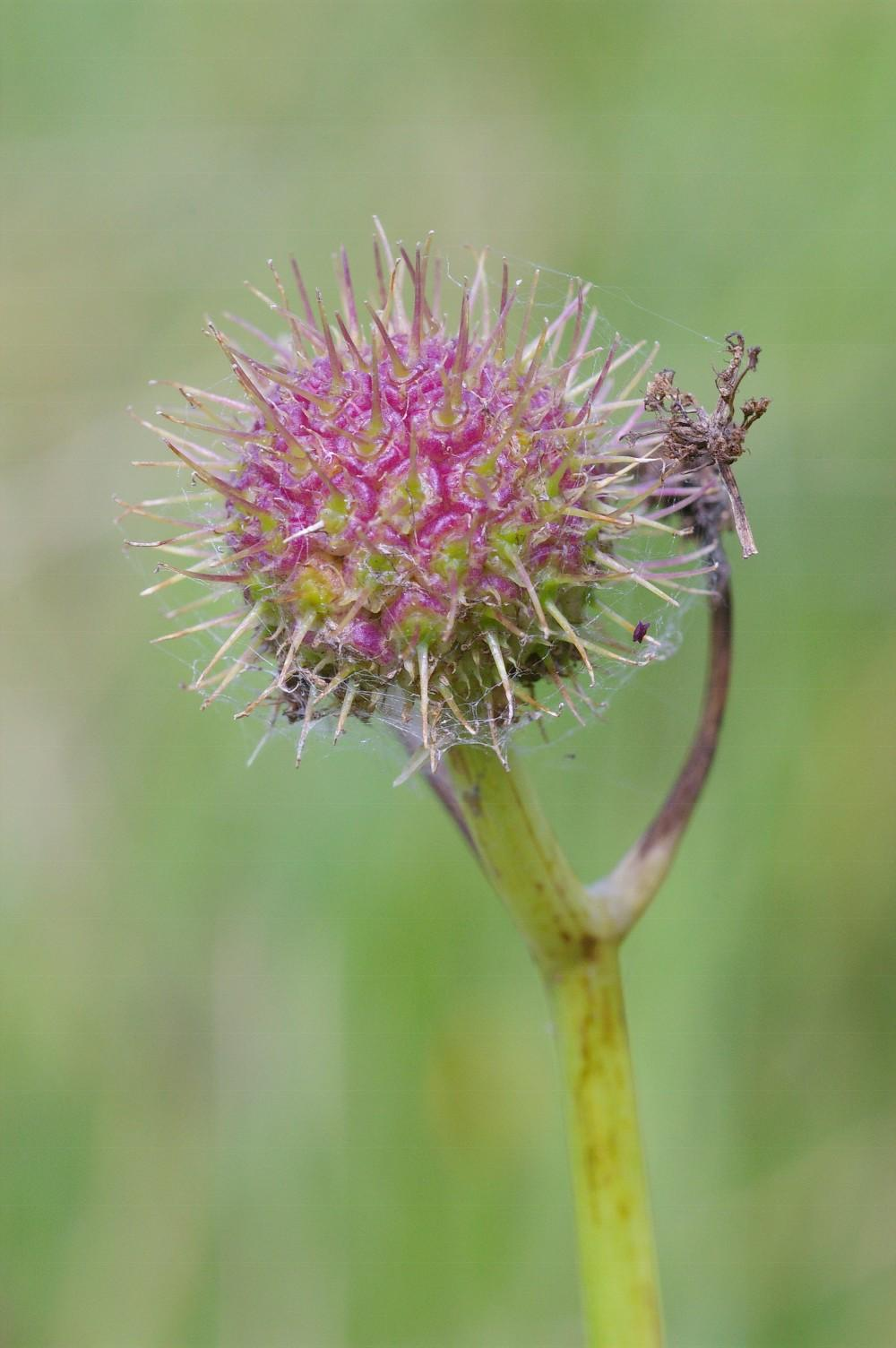
Fruits.

## Aire de répartition
Elle a une répartition eurasiatique : Sud-Est de l'Asie, Europe occidentale jusqu'à l'Inde et Afrique du Nord. Elle atteint sa limite nord dans le Sud de la Suède et son extrême limite sud en Tanzanie.
En France, on la trouve disséminée un peu partout ainsi qu'en Corse, toujours en dessous de 700 m d'altitude.
Elle est très dispersée dans le sud de l'Angleterre et de l'Irlande et se raréfie considérablement en allant vers le nord.

## Écologie, habitat et phytosociologie

### Écologie
Plante hygrophile préférant les substrats fins riches en argile, moyennement riches en azote et en humus. Ses préférences quant au pH du sol sont controversées.
C'est une espèce héliophile à faible pouvoir de compétition.
Elle ne supporte pas la salinité.
Type biologique de Raunkier : chaméphyte / géophyte bulbeux.

### Habitat
On la rencontre dans différents biotopes très humides : prairies mouillées, en général non tourbeuses, mares, fossés, bordures d'étangs et roselières.

### Phytosociologie
Cette espèce est caractéristique des prairies longuement inondables (Eleocharitetalia) et notamment des communautés atlantiques et sub-continentales (Oenanthion fistulosae).
Elle caractérise également les groupements de roselières (Phragmitetea) et plus particulièrement, selon les auteurs, les communautés pionnières des bordures perturbées des eaux calmes (Oenanthion aquaticae) ou les cariçaies (Magnocaricion).

## Statuts, menaces et mesures de protection

### Statuts

#### En Europe
Elle est considérée comme étant de Préoccupation mineure (Catégorie UICN : LC) en Europe.

#### En France et dans les régions françaises
| liste des régions (2015)   | Protection régionale | statut UICN régional    | date de révision | espèce déterminante pour les ZNIEFF au niveau régional |
| -------------------------- | -------------------- | ----------------------- | ---------------- | ------------------------------------------------------ |
| Alsace                     | -                    | EN                      | 2014             |                                                        |
| Aquitaine                  | -                    | non publié              |                  |                                                        |
| Auvergne                   | -                    | EN                      | 2013             |                                                        |
| Basse-Normandie            | -                    | LC                      | 2015             |                                                        |
| Bourgogne                  | -                    | en cours de publication |                  |                                                        |
| Bretagne                   | -                    | LC                      | 2015             |                                                        |
| Centre-Val de Loire        | -                    | LC                      | 2012             | déterminante                                           |
| Champagne-Ardenne          | -                    | non publié              |                  |                                                        |
| Corse                      | -                    | LC                      | 2015             |                                                        |
| Franche-Comté              | -                    | NT                      | 2014             | déterminante                                           |
| Haute-Normandie            | -                    | NT                      |                  | déterminante                                           |
| Île-de-France              | -                    | EN                      | 2014             | déterminante                                           |
| Languedoc-Roussillon       | -                    | non publié              |                  |                                                        |
| Limousin                   | -                    | CR                      | 2013             |                                                        |
| Lorraine                   | -                    | en cours de publication |                  |                                                        |
| Midi-Pyrénées              | -                    | EN                      | 2013             | déterminante                                           |
| Nord-Pas-de-Calais         | -                    | NT                      | 2011             | déterminante                                           |
| Pays de la Loire           | -                    | LC                      | 2008             |                                                        |
| Picardie                   | -                    | NT                      | 2012             | déterminante                                           |
| Poitou-Charentes           | -                    | non publié              |                  |                                                        |
| Provence-Alpes-Côte d'Azur | -                    | VU                      | 2015             |                                                        |
| Rhône-Alpes                | protégée             | EN                      | 2015             | déterminante                                           |

### Menaces
Elle est en régression, parfois rapide, dans de  nombreuses régions françaises. Il en va de même en Angleterre où les populations ont nettement régressé depuis 1950.
Les principales menaces sont l'assèchement ou la dégradation des zones humides, l'utilisation d'herbicides, l'eutrophisation de ses biotopes, le ressemis des vieilles prairies ou leur mise en culture.
Elle craint aussi l'arrêt du pâturage ou de la fauche qui induisent une plus forte compétition herbacée.

### Mesures de protection
Elle est favorisée par le maintien d'un pâturage extensif ou d'une fauche mécanique, notamment en bordure de fossés.
Il importe aussi de maintenir la connectivité des annexes des milieux aquatiques.

## Propriétés et usages
A l'instar de sa redoutable cousine : l'Œnanthe safranée (Oenanthe crocata), toute la plante est toxique par ingestion, mais plus particulièrement la racine. Elle renferme de très nombreuses substances dont une série de dérivés polyacétyléniques dont l'œnanthotoxine et la dihydro-œnanthotoxine qui agissent comme neurotoxiques en bloquant les récepteurs GABA. L'œnanthotoxine est un isomère de la cicutoxine contenue dans la ciguë aquatique (Cicuta virosa). 
Les symptômes d'empoisonnement à l'œnanthotoxine sont : salivation, vertiges, brûlures de la bouche, vomissements, convulsions et arrêt respiratoire. On ne relate cependant pas de cas d'empoisonnement spontané dû à l'œnanthe fistuleuse chez l'homme ou l'animal. Cela pourrait s'expliquer par le fait qu'elle contient une forte concentration en falcarindol, un composé amer et moins de toxine que l'œnanthe safranée.
Elle fut par le passé utilisée pour lutter contre les rats, les souris et les taupes.